# Carl Benedicks

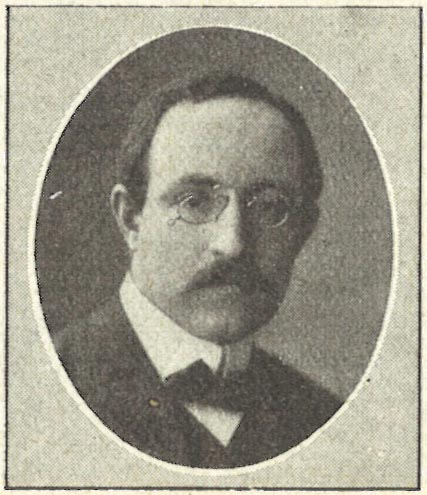
Benedicks um 1910

Carl Axel Fredrik Benedicks  (* 27. Mai 1875 in Stockholm; † 16. Juli 1958 ebenda) war ein schwedischer Physiker und Chemiker.

## Leben
Er war der Sohn des Eisenwerksbesitzers Edvard Otto Benedicks und dessen Ehefrau Sophie Elisabeth geborene Tholander. Benedicks studierte ab 1893 in Uppsala mit dem Lizenziat 1902 und der Promotion 1904. Er war auf Studienreise in den USA und 1905 (sowie 1909 und 1913) in Deutschland und weiter in England und Frankreich. In Deutschland war er Schüler von Wilhelm Ostwald. Er war ab 1900 Laborassistent (Amanuensis) am physikalischen Institut in Uppsala, wurde dort 1904 außerordentlicher Professor für physikalische Chemie und 1908 Professor. 1910 wurde er Professor für Physik an der Technischen Hochschule Stockholm. 1920 wurde er dort Direktor des Metallographischen Instituts.
Er befasste sich mit unterschiedlichsten Themen in Physik, Chemie, Mathematik, Astronomie, Geologie und Mineralogie. Auf letzteren Gebieten untersuchte er den Uppsala-Granit und fand das Mineral Thalénit.
Sein Hauptinteresse galt physikalischen und chemischen Untersuchungen von Metallen und Legierungen. Er war ein Pionier der ultramikroskopischen Analyse von Stahllegierungen (unter anderem Troostit, wobei er Analogie zu Sehnen im Körper und Kolloiden sah) und fand eine Formel die elektrische Leitfähigkeit von Stahlsorten in Abhängigkeit von den chemischen Beimengungen, die auch auf andere Metalle übertragbar war. 1910 gelang ihm die Herstellung von Meteoreisen.
Benedicks war Mitglied des Nobelpreiskomitees, in dem er sich unter anderem für den Nobelpreis für Jean-Baptiste Perrin aussprach, der diesem 1926 verliehen wurde. Er war ein Kritiker der Kopenhagener Deutung der Quantenphysik, die er als pessimistische Kapitulation in Hinblick auf die Beobachtung individueller Atome auffasste.
Er interessierte sich für Grundlagenfragen der Physik und trat in der Frühzeit der Quantenphysik bei der Diskussion um die Herleitung des Planckschen Strahlungsgesetzes für eine Ableitung ohne Annahme der Quantenhypothese ein. Stattdessen ging er von einer Agglomeration von Atomen bei tiefen Temperaturen im Festkörper aus.
Ab 1916 befasste er sich mit Thermoelektrizität. Er sprach sich für Potentialdifferenzen auch in homogenen Metallen aus, falls in diesem Temperaturdifferenzen bestehen. Er galt als guter Experimentator, auch mit Vorlesungsexperimenten.
1899 heiratete er Cecilia von Geijerstam.